# Milán – San Remo 2024
115. ročník jednodenního cyklistického závodu Milán – San Remo se konal 16. března 2024 v Itálii. Vítězem se stal Belgičan Jasper Philipsen z týmu Alpecin–Deceuninck. Na druhém a třetím místě se umístili Australan Michael Matthews (Team Jayco–AlUla) a Slovinec Tadej Pogačar (UAE Team Emirates). Závod byl součástí UCI World Tour 2024 na úrovni 1.UWT a byl osmým závodem tohoto seriálu.

## Týmy
Závodu se zúčastnilo všech 18 UCI WorldTeamů a 7 UCI ProTeamů. Všechny týmy přijely se sedmi jezdci, celkem se tak na start postavilo 175 závodníků. Do cíle dojelo 164 z nich.
UCI WorldTeamy
- Alpecin–Deceuninck
- Arkéa–B&B Hotels
- Astana Qazaqstan Team
- Cofidis
- Decathlon–AG2R La Mondiale
- EF Education–EasyPost
- Groupama–FDJ
- Ineos Grenadiers
- Intermarché–Wanty
- Lidl–Trek
- Movistar Team
- Red Bull–Bora–Hansgrohe
- Soudal–Quick-Step
- Team Bahrain Victorious
- Team dsm–firmenich PostNL
- Team Jayco–AlUla
- UAE Team Emirates
- Visma–Lease a Bike

UCI ProTeamy
- Israel–Premier Tech
- Lotto–Dstny
- Polti–Kometa
- Team Corratec–Vini Fantini
- Tudor Pro Cycling Team
- Uno-X Mobility
- VF Group–Bardiani–CSF–Faizanè

## Výsledky
| Pořadí | Jezdec                     | Tým                     | Čas        |
| ------ | -------------------------- | ----------------------- | ---------- |
| 1      | Jasper Philipsen (BEL)     | Alpecin–Deceuninck      | 6h 14' 44" |
| 2      | Michael Matthews (AUS)     | Team Jayco–AlUla        | + 0"       |
| 3      | Tadej Pogačar (SLO)        | UAE Team Emirates       | + 0"       |
| 4      | Mads Pedersen (DEN)        | Lidl–Trek               | + 0"       |
| 5      | Alberto Bettiol (ITA)      | EF Education–EasyPost   | + 0"       |
| 6      | Matej Mohorič (SLO)        | Team Bahrain Victorious | + 0"       |
| 7      | Maxim Van Gils (BEL)       | Lotto–Dstny             | + 0"       |
| 8      | Jasper Stuyven (BEL)       | Lidl–Trek               | + 0"       |
| 9      | Julian Alaphilippe (FRA)   | Soudal–Quick-Step       | + 0"       |
| 10     | Mathieu van der Poel (NED) | Alpecin–Deceuninck      | + 0"       |